# 행성탈출: 최후의 전쟁
《행성탈출: 최후의 전쟁》(영어: Last Scout)은 2017년에 개봉한 영국의 영화이다.

## 캐스팅
- 블레인 그레이 : 존 역
- 사이먼 필립스 : 피터 역
- 레베카 페르디난도 : 헤일리 역
- 데이지 라레이 : 마이크 역
- 리타 램라니 : 제인 역
- 폴 토마스 아놀드 : 게리 역
- 피터 우드워드 : 에드워드 역
- 페트라 브라이언트 : 멜리사 역
- 크리스 라이머 : 승무원 역
- 존-폴 게이츠 : 감정적인 남편 역
- 바즈 살람 : 블레이크 역